# ۲۵ رمضان
۲۵ رمضان، بیست و پنجمین روز از ماه رمضان در تقویم هجری قمری است.
در تقویم هجری قمری قراردادی این روز دویست و شصت و یکمین روز سال است.